# Misbrookea strigosissima
Misbrookea strigosissima là một loài thực vật có hoa trong họ Cúc. Loài này được (A.Gray) V.A.Funk mô tả khoa học đầu tiên năm 1997.